# 川本コオ
川本 コオ（かわもと こお、本名：川本弘昭、1941年2月25日 - ）は、日本の漫画家。広島県出身。代表作は『鯨魂』『猛毒商売』。

## 略歴
1941年2月25日、広島県に生まれる。修道高等学校進学。貸本漫画家時代の深井国に多大な影響を受け、同級生だったあすなひろしと共に漫画を描き始め、劇画短編誌『街』（セントラル文庫）で貸本漫画デビューする。
高校卒業後、広島市の広告宣伝会社に就職するが漫画家の夢を諦めきれず、あすなひろしと共に上京し漫画家を目指すが挫折、単身帰郷する。しばらくは父親が経営する広島市の燃料会社で働いていたが、25歳の時に再度上京。漫画家として成功していたあすなの紹介で『コミックmagazine』（芳文社）と『りぼん』（集英社）で商業漫画家デビューする。その後は『週刊漫画』などで劇画誌をメインに活躍した。最新刊は自薦集『震える夏』で、2020年現在は電子書籍ストア『Book Live』にて過去作品を配信している。

## 作品
- 天使の花（『りぼん』1966年8月号）[2]
- きのうの続き（『週刊少年チャンピオン』、1971年1号）[3]
- 眠くなるまで（『COM』1971年2月号）[4]
- 難破船（『COM』1971年8月号）[4]
- 小春先生（『COMICばく』1984年秋季号）[5]
- 鯨魂（原作：牛次郎）[6]
- 創業社長（原作：牛次郎）[7]
- 風雲の館（原作：牛次郎）[8]
- 旅の旗（原作：牛次郎）[9]
- 猛毒商売（原作：滝沢解）[10]
- さすらい獣（原作：真樹日佐夫）
- 皮肉な人生（原作：東史朗）
- ネロの牙（原作：西塔紅一）
- ブルーセックス（短編集）[11]
  - 忘れな橋
  - 記念写真
  - すっぱい季節
  - 未鬼子
  - 少女のいる風景
  - 砂の季節
  - どろんこマーチ
  - 小さな旅
  - 熱い夏の予感
  - ふらいんぐ・おふ
- 震える夏[12]
- マンガ高田好胤まごころ説法[13]